# León Colina
León Colina (El Rosario, estado Falcón, Venezuela, 16 de agosto de 1829 - Barquisimeto, estado Lara, Venezuela, 3 de agosto de 1895) fue un caudillo, político y militar venezolano.

## Biografía
Sus primeras acciones militares se libraron en la Guerra Federal, destacando la batalla de Santa Inés como coronel del Estado Mayor del ejército liberal. En 1860 es nombrado general y planifica el desembarco de Juan Crisóstomo Falcón en la península de Paraguaná. Durante esta última acción es capturado en octubre en Urupagua. Liberado, en 1862 combate en la batalla de Caujarao (21 de junio), la batalla de Coro (26 de junio), la batalla de Catalina (14 de octubre) y la batalla de Buchivacoa (26 - 27 de diciembre). El 23 de septiembre de 1863 es nombrado general en jefe de las fuerzas liberales. 
Un año después, en agosto, queda al mando del Ejército de Oriente y colaborador del gobierno de Falcón. Combate a los rebeldes de José Tadeo Monagas en la Revolución Azul, debiendo exiliarse. En 1870 vuelve con Antonio Guzmán Blanco durante la Revolución de Abril. En 1872 pacifica Coro y condena a muerte a su antiguo compañero de armas, general Matías Salazar, a quien vence en La Mora, cerca de Barquisimeto, el 14 de septiembre. Al año siguiente queda a cargo de aquella provincia occidental y en 1874 rompe con Guzmán Blanco y lidera la Revolución de Coro contra él. Cuenta con 4.000 seguidores. El gobierno envía 22.000 soldados contra él. Sin poder hacerse con Barquisimeto, debe rendirse el 3 de febrero de 1875 y exiliarse por dos años, vuelve y es delegado de Zulia y Falcón. En 1878 es candidato presidencial, pero sus ambiciones son acabadas por la Revolución Reivindicadora  que lleva de nuevo a Guzmán Blanco al poder. Se exilia voluntariamente en las Antillas, circunstancia que aprovecha para organizar una fallida revolución; esto prolongará su exilio hasta 1890. Senador por el estado Lara (1891), apoya la Revolución Legalista de Joaquín Crespo (1892). Se retiró de la vida política para dedicarse a sus propiedades agrícolas en la región de Barquisimeto. Fue masón en grado 18. Muere el 3 de agosto de 1895 en Barquisimeto.